# Атяшево (Великоігнатовський район)
Атя́шево (рос. Атяшево, ерз. Отяжеле) — село у складі Великоігнатовського району Мордовії, Росія. Входить до складу Старочамзінського сільського поселення.
Населення — 266 осіб (2010; 334 у 2002).
Національний склад (станом на 2002 рік):
- ерзя — 90 %

Село є найпівнічнішим населеним пунктом Мордовії.